# 9-es metróvonal (Barcelona)
A 9-es metróvonal (katalán nyelven: Línia 9) egy 27,9 km hosszúságú, normál nyomtávolságú, részben még építés alatt álló automata metróvonal Spanyolországban, Barcelonában. A metróvonal két fővonalból áll, melyek több állomás hosszan fonódnak, majd a vonal mindkét végén elágaznak. Az Aeroport T1 – Zona Universitària szekció neve L9 dél (katalán nyelven L9 Sud), a La Sagrera – Can Zam szekció pedig L9 Észak (katalán nyelven L9 Nord). Ha a teljes metróvonal elkészül, ez lesz Európa leghosszabb vezető nélküli automata metróvonala.
A Transports Metropolitans de Barcelona üzemelteti a vonalat.